# Lijst van rijksmonumenten in Velsen
De gemeente Velsen telt 155 inschrijvingen in het rijksmonumentenregister. Hieronder een overzicht. 

## Driehuis
De plaats Driehuis telt 31 inschrijvingen in het rijksmonumentenregister. Zie Lijst van rijksmonumenten in Driehuis voor een overzicht.

## IJmuiden
De plaats IJmuiden telt 14 inschrijvingen in het rijksmonumentenregister. Zie Lijst van rijksmonumenten in IJmuiden voor een overzicht.

## Santpoort-Noord
De plaats Santpoort-Noord telt 22 inschrijvingen in het rijksmonumentenregister. Zie Lijst van rijksmonumenten in Santpoort-Noord voor een overzicht.

## Santpoort-Zuid
De plaats Santpoort-Zuid telt 21 inschrijvingen in het rijksmonumentenregister. Zie Lijst van rijksmonumenten in Santpoort-Zuid voor een overzicht.

## Velsen-Noord
De plaats Velsen-Noord telt 2 inschrijvingen in het rijksmonumentenregister.
| Object                | Oorspronkelijke functie? | Bouwjaar      | Architect  | Locatie            | Coördinaten?                  | Nr.?   | Afbeelding        |
| --------------------- | ------------------------ | ------------- | ---------- | ------------------ | ----------------------------- | ------ | ----------------- |
| Sint-Jozefkerk        | Kerk en kerkonderdeel    | 1908-1928     | Jan Stuyt  | Wijkerstraatweg 55 | 52° 28' 7" NB, 4° 38' 37" OL  | 520714 | Meer afbeeldingen |
| Koninklijke Hoogovens | Fabrieksgebouw           | ca. 1947-1951 | W.M. Dudok | Wenckebachstraat 1 | 52° 28' 26" NB, 4° 37' 21" OL | 530948 | Meer afbeeldingen |

## Velsen-Zuid
De plaats Velsen-Zuid telt 63 inschrijvingen in het rijksmonumentenregister. Zie Lijst van rijksmonumenten in Velsen-Zuid voor een overzicht.

## Velserbroek
De plaats Velserbroek telt 2 inschrijvingen in het rijksmonumentenregister.
| Object                                                                                        | Oorspronkelijke functie? | Bouwjaar        | Architect | Locatie               | Coördinaten?                  | Nr.?  | Afbeelding                          |
| --------------------------------------------------------------------------------------------- | ------------------------ | --------------- | --------- | --------------------- | ----------------------------- | ----- | ----------------------------------- |
| Hek van het voormalig Huis te Spijk                                                           | Erfscheiding             | 17e eeuw        |           | Hofgeesterweg 9       | 52° 26' 37" NB, 4° 39' 43" OL | 37061 | Hek van het voormalig Huis te Spijk |
| Bescherming van de Oostlandersluis en machinepark van het gemaaltje van de polder Velserbroek | Bedieningsgebouw         | 1915 en vroeger |           | Oostbroekerweg bij 15 | 52° 26' 3" NB, 4° 40' 35" OL  | 37078 | Meer afbeeldingen                   |

Aalsmeer ·
Alkmaar ·
Amstelveen ·
Amsterdam ·
Bergen ·
Beverwijk ·
Blaricum ·
Bloemendaal ·
Castricum ·
Den Helder ·
Diemen ·
Dijk en Waard ·
Drechterland ·
Edam-Volendam ·
Enkhuizen ·
Gooise Meren ·
Haarlem ·
Haarlemmermeer ·
Heemskerk ·
Heemstede ·
Heiloo ·
Hilversum ·
Hollands Kroon ·
Hoorn ·
Huizen ·
Koggenland ·
Landsmeer ·
Laren ·
Medemblik ·
Oostzaan ·
Opmeer ·
Ouder-Amstel ·
Purmerend ·
Schagen ·
Stede Broec ·
Texel ·
Uitgeest ·
Uithoorn ·
Velsen ·
Waterland ·
Wijdemeren ·
Wormerland ·
Zaanstad ·
Zandvoort